# Alan A’Court
Alan A’Court (* 30. September 1934 in Rainhill, Metropolitan Borough of St Helens, England; † 14. Dezember 2009 in Nantwich) war ein englischer Fußballspieler und -trainer.
Er bestritt zwischen 1957 und 1958 fünf Länderspiele für die englische Fußballnationalmannschaft und erzielte dabei ein Tor. Zudem absolvierte er in über zehn Jahren für den FC Liverpool 382 Partien, in denen er 63 Treffer erzielte.

## Laufbahn
Alan A’Court wurde im September 1952 vom Amateurverein Prescot Cables für den FC Liverpool verpflichtet, wobei er zuvor Angebote des FC Everton und der Bolton Wanderers abgelehnt hatte. Bereits sechs Monate später debütierte er gegen den FC Middlesbrough in der ersten Mannschaft. In der anschließenden Saison absolvierte er bereits sechzehn Partien für den FC Liverpool, stieg aber mit seinem Klub in die zweitklassige Second Division ab.
In Liverpool wurde er dennoch zum Stammspieler und kam in der englischen Nationalmannschaft zu seinen fünf Länderspielen. Seinen Einstand gab A’Court dabei zunächst im November 1957 gegen Nordirland und wurde dann sogar – obwohl er nur in der zweiten Liga aktiv war – in den englischen Kader für die Weltmeisterschaft 1958 in Schweden berufen.
Angebote für erstklassige Vereine hatte A’Court danach auch genügend, aber seine Loyalität zum FC Liverpool wurde durch den Wiederaufstieg im Jahre 1962 letztlich belohnt, den er als Stammspieler maßgeblich mitverantwortete. In der ersten Saison nach der Erstligarückkehr kam er in 23 Spielen zum Einsatz, aber das vermehrte Auftreten von Verletzungen sorgte dafür, dass er 1964 für 4.500 Pfund an die benachbarten Tranmere Rovers abgegeben wurde.
Anschließend betreute A’Court zunächst Norwich City als Spielertrainer und anschließend noch Vereine in Sambia und Neuseeland.
Später eröffnete er einen Tabakwaren- und Zeitschriftenladen in der Nähe von Birkenhead und Bebington.